# Winterausrüstung (Straßenverkehr)
Die Winterausrüstung umfasst im Straßenverkehr die speziellen Mittel für die Betriebssicherheit des Kraftfahrzeugs bei winterlichen Fahrverhältnissen.
Die Rechtsnormen zur Winterausrüstung sind national unterschiedlich geregelt und beinhalten zum Beispiel eine Pflicht zum Aufziehen von Winterreifen oder zur Mitnahme bzw. zum Anlegen von Schneeketten oder aber ein saisonales Schneekettenverbot bzw. Spikeverbot.

## Winterausrüstung und Wintertauglichkeit
Winterausrüstung bedeutet im Besonderen Bestückungen mit Winterreifen oder Spikereifen und die Verwendung von Schneeketten, den Einsatz von Frostschutz am Fahrzeug sowie sonstige Hilfsmittel für wintertypische Fahrbehinderungen. Sie sind bei „winterlichen“ Straßenverhältnissen notwendig, im Besonderen bei Schnee, Matsch, Eis oder Streusplitt auf der Fahrbahn sowie bei tiefen Temperaturen (Frosttage). Auch die im Allgemeinen durch kurzes Tageslicht, Nebel, Schneetreiben etc. schlechteren Sichtverhältnisse müssen berücksichtigt werden.
Nicht unter den Begriff fallen im Allgemeinen die Verwendung von speziellem Wintertreibstoff (Winterdiesel) – der nicht rechtlich geregelt ist, sondern über das Angebot – und nicht sicherheitsrelevante Zusatzausrüstung wie Standheizung, Motorvorwärmung und Innenraumvorwärmung (zeitgesteuerte Klimaanlage). Diese erleichtern lediglich die Einhaltung der allgemein geforderten Sicherheitsmaßnahmen und können so den Fahrtantritt auch bei sehr ungünstigen Bedingungen, wie beispielsweise Eisregen und schneller Raueis- oder Reifbildung an den Autoscheiben, erlauben.
Zur Wintertauglichkeit des Fahrzeugs gehören neben der Winterausrüstung auch die allgemein geforderten Sicherheitsmaßnahmen, die aber besonders im Winter relevant sind, wie (eis- und schnee-)freie Sicht aus dem Fahrzeuginneren, optimale Beleuchtungs- und Bremsanlage, ein schneefreies Fahrzeug (um den nachfahrenden Verkehr nicht durch „stauben“ zu behindern) oder technische Vorkehrungen wie eine einwandfreie  Autobatterie (Startvorgang, zusätzliche Heiz- und Umluftverbraucher im Stromkreis).
Für sicheres Fahren im Winter ist darüber hinaus eine den Fahrverhältnissen angepasste Fahrweise erforderlich (Vorsicht, vorausschauendes und ruckfreies Fahren, größere Sicherheitsabstände wegen erhöhten Bremswegs, durch Schnee verengter Fahrbahnen, aber auch erhöhten Wildwechsels). Empfohlen wird Licht am Tag.
Die Schneekettenmitnahmepflicht und andere Verpflichtungen zu Winterausrüstungen fallen in Österreich unter die Regelungen über mitzuführende Ausrüstungsgegenstände im KFZ, die Winterreifenpflicht aber unter den Begriff Betriebsbereitschaft des Fahrzeuges.

## Nationale Regelungen

### Deutschland
In Deutschland besteht eine situative Winterreifen-Pflicht (auch Ganzjahresreifen sind erlaubt): Seit dem 4. Dezember 2010 darf laut § 2 Abs. 3a StVO – unabhängig von der Jahreszeit – bei Glatteis, Schneeglätte, Schneematsch, Reif- oder Eisglätte nur mit Reifen gefahren werden, welche jene Eigenschaften erfüllen, die im Anhang II Nr. 2.2 (M+S-Reifen) der Richtlinie 92/23/EWG genannt sind. Eine Kennzeichnung mit M + S oder dem Schneeflockensymbol ist dort nicht verpflichtend genannt, jedoch für M+S-Reifen an anderer Stelle dieser EWG-Richtlinie gefordert. Anders als in Österreich und anderen Ländern ist eine erhöhte Mindestprofiltiefe nicht vorgeschrieben. Ausgenommen von der Winterreifenpflicht sind: Land- und Forstwirtschaftsfahrzeuge, bestimmte Einsatzfahrzeuge, nicht angetriebene Räder von Fahrzeugen der Klassen M2, M3, N2, N3, (Schwere LKW, Busse). Soweit für Einsatzfahrzeuge von Bundeswehr, Bundespolizei, Feuerwehr, Katastrophenschutz und Polizei bauartbedingt keine M+S-Reifen erhältlich sind, bleiben auch diese Fahrzeuge von der Winterreifenpflicht ausgenommen.
Bei Nichtbeachtung der Auflagen droht dem Fahrer der Eintrag von einem Punkt ins Fahreignungsregister sowie ein Bußgeld in Höhe von 60 € (40 € vor dem 1. Mai 2014), hat er den Verkehr behindert 80 €.
Die vorherige, im Frühjahr 2006 eingeführte Regelung „Bei Kraftfahrzeugen ist die Ausrüstung an die Wetterverhältnisse anzupassen. Hierzu gehören insbesondere eine geeignete Bereifung und Frostschutzmittel in der Scheibenwaschanlage“ verstieß laut Beschluss des Oberlandesgerichts Oldenburg vom 9. Juli 2010 gegen das Bestimmtheitsgebot und somit gegen die Verfassung.
Schneeketten sind in bergigen Gebieten bei winterlichen Straßenverhältnissen erforderlich, was dort durch Verkehrsschilder angezeigt wird. Die Höchstgeschwindigkeit mit Schneeketten beträgt 50 km/h.
Spikes sind in Deutschland verboten. Eine Ausnahme gibt es für den österreichischen Transitverkehr über das kleine deutsche Eck, also die Verbindung Bad Reichenhall – Lofer sowie eine zweite Ausnahme für den kleinen Grenzverkehr in einer 15-km-Zone entlang der österreichischen Grenze.
Die Regelung zur Winterreifenpflicht bei Motorrädern unterscheidet sich grundlegend von der bei Pkw. Für Motorräder gibt es in Deutschland keine generelle Winterreifenpflicht, jedoch schränkt der Gesetzgeber die Nutzung und die zulässige Höchstgeschwindigkeit bei winterlichen Verhältnissen ein. So darf die Fahrt nur erfolgen, wenn sie „erforderlich“ ist – das bedeutet, dass das Reiseziel nicht mit anderen Verkehrsmitteln erreichbar ist. Zudem gilt eine Höchstgeschwindigkeit von 50 km/h und es ist ein ausreichender Sicherheitsabstand zum vorausfahrenden Fahrzeug einzuhalten.
Ein weiterer Unterschied zum Pkw betrifft den Geschwindigkeitsindex von Reifen mit M+S-Kennzeichnung: Diese müssen bei Motorrädern nicht auf die Höchstgeschwindigkeit des Fahrzeugs ausgelegt sein. Voraussetzung hierfür ist allerdings, dass ein entsprechender Aufkleber mit der zulässigen Höchstgeschwindigkeit gut sichtbar im Sichtfeld des Fahrers angebracht ist.

### Österreich
Seit 2008 sind Winterreifen gesetzlich vorgeschrieben (§ 102 Abs. 8a und Abs. 9 KFG 1967):
- bei Kraftfahrzeugen unter 3500 kg (Klassen M1 PKW, Kombinationskraftwagen, Mopedautos[10] und N1 Lastwagen) von 1. November bis 15. April, „falls winterliche Verhältnisse herrschen“ (insbesondere bei Schnee, Matsch und Eis) an allen Rädern[11]
- bei Kraftfahrzeugen über 3500 kg (Klassen N2 und N3 Lastkraftwagen sowie davon abgeleitete Fahrzeuge) zwischen 1. November und 15. April zumindest an den Rädern einer Antriebsachse[12]
- für Omnibusse (Klassen M2 und M3 sowie davon abgeleitete Fahrzeuge) von 1. November bis 15. März zumindest an den Rädern einer Antriebsachse[12]

Als Winterreifen im Sinne der Pflichtregelung gelten in Österreich M&S-Reifen (Matsch-und-Schnee-Reifen) oder M&S&E-Reifen (Schnee-, Matsch und Eisreifen) sowie Spikesreifen, Ganzjahresreifen oder Allwetterreifen nur, wenn sie ebenfalls ausdrücklich als M&S ausgewiesen sind (siehe Autoreifen: Vorschriften, Österreich).
Die Winterreifenpflicht wird bei den Fahrzeugen unter 3500 kg „an die tatsächlichen Fahrbahnverhältnisse geknüpft“.
Es wird vorausgesetzt, dass „im Hinblick auf die allgemeine Lebenserfahrung […] ein Lenker in der Lage ist, einzuschätzen, ob bzw. wann winterliche Fahrbahnverhältnisse, die eine entsprechende Ausstattungsverpflichtung mit Winterreifen bedingen, vorliegen.“
Winterliche Fahrbahnverhältnisse liegen nicht nur dann vor, „wenn die Fahrbahn eine durchgehende Schneelage aufweist“,
andererseits aber auch nicht, wenn sie „etwa aufgrund der Niederschläge lediglich Nässe aufweist“,
wohl aber, wenn aufgrund von Winterdienstmaßnahmen (etwa Salzstreuung) nur Nässe, aber keine Bildung einer Schneelage, Schneematsch oder Eis eintritt.
Die Regelung gilt nur für die Inbetriebnahme (also ab dem Fahrbereit-Machen), nicht für abgestellte Fahrzeuge. Sie umfasst aber auch Fahrzeuge mit Allradantrieb, „da die bessere Traktion des Allradantriebs sich nur im Vortrieb aber nicht beim Bremsen auswirkt“,
und sieht auch für Fahrerassistenzsysteme keine Ausnahmen vor.
Der Usus bezüglich des Ersatzrads sieht vor, wenn „dieses […] insbesondere für den Weg bis zur nächsten in Betracht kommenden Reparaturwerkstätte verwendet wird“, keine Winterbereifung einzufordern. Ausgenommen von der Winterausrüstungspflicht sind Mopeds, Mofas und Motorräder sowie alle Nicht-Kraftfahrzeuge (Fahrräder, Fuhrwerke) – witterungsangepasstes Verhalten im Straßenverkehr wird aber natürlich vorausgesetzt.
Sommerreifen mit Schneeketten an den Antriebsrädern bzw. allgemein Schneeketten – als Ersatzmaßnahme für Winterreifenbestückung – dürfen nur verwendet werden, wenn die Fahrbahn mit einer zusammenhängenden oder nicht wesentlich unterbrochenen Schnee- oder Eisschicht bedeckt ist, damit die Fahrbahn durch die Ketten nicht beschädigt wird.
Außerdem herrscht für Schwerfahrzeuge eine Schneekettenmitnahmepflicht von 1. November bis 15. April und eine Schneekettenanlegepflicht bei entsprechend bedeckter Fahrbahn (aber auch das Anlegeverbot bei nicht bedeckter Fahrbahn)
Das Verkehrszeichen „Schneeketten vorgeschrieben“ mit oder ohne Zusatztafel zeigt das verpflichtende Anlegen von Schneeketten an. Für viele bekannte Passstraßen wird Kettenpflicht bei Schneefall oder Schneebelag situationsabhängig (z. B. bei starkem Schneefall) verordnet und dann auch in Verkehrsansagen im Radio mitgeteilt.
Spikes hingegen dürfen nur mit eingeschränkter Geschwindigkeit (Ortsgebiet: 50 km/h, Freilandgebiet: 80 km/h, Autobahnen: 100 km/h) in der Zeit außerhalb der Monate von Juni bis September verwendet werden. Weiterhin muss das Fahrzeug auf der Rückseite mit einem speziellen Aufkleber gekennzeichnet sein.
Für Kraftfahrzeuge über 3500 kg waren schon seit 2006 Winterreifen auf einer der Antriebsachsen in der Zeit zwischen 15. November und 15. März vorgeschrieben gewesen. Die für Busse verkürzte Pflichtperiode wird mit dem Transitverkehr nach Süden begründet, wo Winterreifen einen unfallauslösenden Faktor darstellen könnten. Allfällige winterliche Verhältnisse beim Transit durch Österreich werden durch die Mitnahmeverpflichtung von Schneeketten, die in jedem Fall bis 15. April gilt, abgefangen.
Verstöße gegen die Pflicht zur Winterausrüstung können mit 35 bis zu 5000 Euro geahndet werden. Die Polizei hat auch die Möglichkeit, betroffene Fahrzeuge zwangsweise abstellen zu lassen.
ADAC und ÖAMTC informieren regelmäßig über den aktuellen Stand der Regelungen.

### Frankreich
Winterreifen (französisch Pneu neige, Plural Pneus neige) müssen nur auf Strecken genutzt werden, wo Schilder am Straßenrand dies vorschreiben. Es kann passieren, dass solche Schilder kurzfristig aufgestellt werden.
Auf manchen Gebirgsstraßen besteht Schneekettenpflicht, die durch Verkehrszeichen signalisiert wird. Schneeketten dürfen grundsätzlich nur auf schneebedeckten Straßen benutzt werden.
Bei Benutzung von Schneeketten müssen diese auf die Räder der Antriebsachse montiert werden.
Verstöße gegen die Winterreifen- bzw. Schneekettenpflicht können mit einer Geldbuße von 135 EUR geahndet werden.

### Italien
Verstöße gegen die angeordnete Winterreifenpflicht können mit Geldbußen bis 80 EUR geahndet werden.
Für einzelne Streckenabschnitte kann zu bestimmten Zeiten und bei entsprechenden Wetterverhältnissen kurzfristig die Benutzung von Winterreifen vorgeschrieben werden. Im Aostatal gilt generell von Mitte Oktober bis Mitte April des Folgejahres eine Winterreifenpflicht (anstelle von Winterreifen können auch Sommerreifen mit Schneeketten benutzt werden)
Die Straßen sind oft nicht oder nur unzureichend gestreut.

### Luxemburg
Seit 1. Oktober 2012 sind Winterreifen in Luxemburg verpflichtend. Die großherzogliche Gesetzgebung legt fest, dass Winterreifen bei Glatteis, Schneeglätte, Schneematsch, Reif- oder Eisglätte aufzuziehen sind. Winterreifen im Sinne des Gesetzes sind M+S-Reifen (Matsch- und Schnee-Reifen) oder Reifen mit einer Schneeflocke als Kennzeichnung.
Das Gesetz gilt nicht für alle Fahrzeugtypen. Ausgenommen sind zum Beispiel Mopeds, Quads, Traktoren oder andere motorgetriebenen Maschinen. Das Fahren in Luxemburg mit falscher Bereifung bei winterlichen Verhältnissen kann mit einem Bußgeld von bis zu 74 EUR bestraft werden.

### Restliches Europa
Legende:
WR/SK/SP … Winterreifen/Schneeketten/Spikes
sit./obl./erl./erf./verb. … situative (an die Verkehrsverhältnisse gebundene) oder obligate Regelung, erlaubt/erforderlich (vorgeschrieben)/generell verboten
Geschw. … Geschwindigkeitsbeschränkung
Millimeterangaben: WR Profiltiefe, SP freie Länge
Spalte Zeitraum sortierbar nach Dauer der obligaten Regelung
Spalten Winterreifen, Schneeketten sortierbar nach verpflichtend/verboten
Spalte Spikereifen sortierbar nach erlaubt/eingeschränkt/verboten
Die folgenden Regelungen gelten im Allgemein nur für mehrspurige Kraftfahrzeuge. Für Sonderkraftfahrzeuge (etwa Einsatzfahrzeuge) können separate Regeln gelten.
| Staat                  | Zeitraum | Winterreifen | Schneeketten | Spikereifen | Sonstiges                                                               |
| ---------------------- | --- | --- | --- | --- | ----------------------------------------------------------------------- |
| Belgien                | WR/SK keine Regl. SP erl. 1. November – 31. März                                                                                               | keine Regelung | nur auf schnee- oder eisbedeckten Straßen erl. | für Fz. bis 3,5 t, Busse, Minibusse und Reisebusse erl.; an allen Rädern inklusive Anhänger; Geschw. 60/90 km/h (Freiland/Autobahn); Spike-Aufkleber «60»                                                                              |                                                                         |
| Bulgarien              | SK erl./sit. SP verb. | keine Regelung | bei entsprechender Wetterlage verpflichtend, durch Verkehrsschilder angezeigt | verboten |                                                                         |
| Dänemark               | SK sit. SP erl. 1. November – 15. April | keine Pflicht; mind. 1,6 mm Profiltiefe | keine Rgl. (b) | auf allen Rädern montiert; Geschw. gemäß Beschilderung |                                                                         |
| Deutschland            | WR/SK sit. erf. SP verb. | bei Glatteis, Schneeglätte, Schneematsch, Eis- oder Reifglätte; auch für einspurige Kraftfahrzeuge. Für Kraftfahrzeuganhänger nicht vorgeschrieben, aber empfohlen. Für LKW über 3,5 t und Busse nur auf der Antriebsachse vorgeschrieben. Diverse Ausnahmen                         | in bergigen Gebieten bei winterl. Straßenverhältnissen erforderlich (durch Verkehrsschilder angezeigt); Geschw. 50 km/h | verboten |                                                                         |
| Estland                | WR obl. 1. Dezember – 31. März (nach Lage Oktober – April) SP erl. 1. Oktober – 1. März                                                        | generelle Winterreifenpflicht, Radialreifen, mind. 3 mm Profiltiefe | nur auf schneebedeckten Straßen erlaubt | keine Geschw., entsprechende Verkehrsschilder sind zu beachten |                                                                         |
| Finnland               | WR obl. 1. Dezember – Ende Februar SP erl. 1. November – 31. März oder dem Montag nach Ostermontag, je nachdem welches Datum später eintrifft. | für Fz. ≤ 3,5 t verpflichtend (auch im Ausland zugelassene Fz.), auch für gebremste Anhänger; Mindestprofiltiefe 3 mm (max. 5 mm empfohlen) | können zusätzlich montiert werden; der Fahrer sollte bedacht sein, die Straßenoberfläche nicht zu beschädigen | alle Räder; keine Geschw., entsprechende Verkehrsschilder sind zu beachten |                                                                         |
| Frankreich             | WR/SK sit. erf. SP erl. Sa vor 11. November – letzten So im März (und länger nach Wetterlage)                                                  | für Gebirgsstraßen kurzfristig durch Beschilderung (Zusatz pneus neige) | für Gebirgsstraßen kurzfristig durch Beschilderung, dann auch Absperrungen bei Tauwetter gegen Beschädigung; auf Antriebsachse montiert | für Fz. bis 3,5 t und gewerbl. Personentransport erl.; Geschw. 90 km/h; Aufkleber «90» (nur für frz. Fz. Pflicht) |                                                                         |
| Griechenland           | WR/SK keine Regl. SP verb. (?) | keine generelle Pflicht (a) | nur auf schneebedeckten Straßen erl.; Geschw. 50 km/h | verboten (?) |                                                                         |
| Irland                 | WR keine Regl. SK/SP verb. (?) | keine generelle Pflicht, (a) falls montiert, auf allen vier Rädern | verboten | verboten (?) |                                                                         |
| Italien                | WR lokal erf. SP erl. 15. November – 15. März                                                                                                  | für einzelne Strecken und Zeiten kurzfristig vorgeschrieben (alternativ Schneeketten) | Schneekettenpflicht (oder Winterreifen) nach Bedarf mittels Beschilderung | für Fz. bis 3,5 t erl.; alle Reifen inklusive Anhänger; Geschw. 90/120 km/h (Freiland/Autobahn); Spritzschutz (Spritzlappen) erf. (für ital. Fz., für ausl. empfohlen)                                                                 |                                                                         |
| Kroatien               | WR/SK sit. (empfohlen Anfang November – Ende April, lokal obl.) SP verb.                                                                       | nach Wetterbedingungen, kurzfristig durch entsprechende Beschilderung; an allen vier Reifen zu montieren; mind. 4 mm | kurzfristig durch entsprechende Beschilderung; unabhängig vom Reifentyp, an den Antriebsrädern zu montieren; nur bei schnee- und eisbedeckten Straßen                                                                                       | verboten | gewerbliche Fahrzeuge müssen eine kleine Schneeschaufel mit sich führen |
| Lettland               | WR obl. 1. Dezember – 31. März (nach Lage Oktober – April) SP erl. 1. Oktober – 1. März                                                        | für Kfz. <3,5 t; Winterreifen mit mind. 3 mm | nur auf schneebedeckten Straßen erl. | keine Geschw., entsprechende Verkehrsschilder sind zu beachten |                                                                         |
| Litauen                | WR obl./SP erl. 1. November – 1. April | generelle Winterreifenpflicht | nur auf schneebedeckten Straßen erl. | keine Geschw., entsprechende Verkehrsschilder sind zu beachten |                                                                         |
| Luxemburg              | SP erl. 1. Dezember – 31. März (sonst bei Schnee und Frost und Tendenz zu selbigen Wetterbedingungen)                                          | Winterreifenpflicht ab 1. Oktober 2012 bei winterlichen Strassenverhältnissen (Schnee und/oder Glatteis); Mischbereifung verboten | jederzeit bei schnee- oder eisbedeckten Straßen erl. | für Kfz. bis 3,5 t mit und ohne Anhänger, Busse und Reisebusse, spezielle Fahrzeuge erl.; an allen vier Rädern, bei Zwillingsreifen ein Spikereifen pro Reifenpaar ausreichend; Geschw. 60/90 km/h (Freiland/Autobahn); Aufkleber «60» |                                                                         |
| Montenegro             | WR/SK keine Rgl. | keine generelle Pflicht | keine generelle Regelung (b) | nicht verwendet |                                                                         |
| Niederlande            | WR keine Rgl. SK/SP verb. | keine generelle Pflicht | verboten | verboten |                                                                         |
| Norwegen               | WR keine Rgl. SK >3,5 t obl. Mitnahme, Verwendg. sit. SP erl. 1. November – 1. Sonntag nach Ostern (15. Oktober – 1. April im Norden)          | keine generelle Pflicht (c) | obl. Schneekettenmitnahmepflicht für Kfz. >3,5 t, wenn damit zu rechnen ist, dass sie auf verschneiten oder vereisten Straßen fahren müssen (Grenzkontrollen)                                                                               | begrenzte Anzahl an Spikes pro Rad (90–150); keine spezielle Geschw; örtlich kostenpflichtige Sticker |                                                                         |
| Österreich             | WR/SK sit./>3.5 t obl. 1. November – 15. April (Busse WR bis 15. März) SP erl. 1. Oktober – 31. Mai                                            | Kfz. ≤3,5 t bei winterlichen Fahrverhältnissen, >3,5 t obl. unabhängig von Straßenzustand; ≤3,5 t an allen vier Rädern mind. 4 mm, >3,5 t an mind. einer Antriebsachse mind. 6 mm Diagonal- bzw. 5 mm Radialreifen, mit M+S-Knzg. (jew. ersatzweise SK an Antriebsrädern, wenn erl.) | für Kfz. ≤3,5 t: ersatzweise, wenn keine Winterreifen verwendet werden, nur auf schnee- oder eisbedeckter Fahrbahn erl., Kfz. >3,5 t: Mitführpflicht (mind. zwei Antriebsräder) und Verwendungspflicht bei Schnee-/Eisfahrbahn, sonst verb. | für Fz. bis 3,5 t, Anhänger mit max. 1,8 t Achslast erl.; auf allen Rädern inklusive Anhänger, nur Stahlgürtelreifen, Spikes unter 2 mm; Geschw. 80/100 km/h (Freiland/Autobahn); Spike-Aufkleber «¤»                                  |                                                                         |
| Polen                  | WR/SK keine Rgl. SP verb. | keine generelle Pflicht | nur auf schneebedeckten Straßen erl. | verboten |                                                                         |
| Portugal               | WR/SK keine Rgl. SP verb. | keine generelle Pflicht | nur auf schneebedeckten Straßen erl.; keine Geschw. | verboten |                                                                         |
| Rumänien               | WR/SK sit. erf. SP verb. | Pflicht bei winterlichen Straßenverhältnissen | nur auf schneebedeckten Straßen erl. | verboten |                                                                         |
| Schweden               | WR sit. 1. Dezember – 31. März Fz. >3,5 t auf den angetriebenen Achsen SP erl. 1. Oktober – 15. April (Verlängerung mögl.)                     | Fz. ≤3,5 t und Anhänger; mind. 3 mm; >3,5 t min. 5 mm Profil | erl. für alle Fz., wenn es die Straßen- und Wetterverhältnisse erfordern | auf allen vier Rädern; keine Geschw.; keine Kennzeichnung. Begrenzte Anzahl Spikes (maximal 50 pro Meter Abrollumfang). |                                                                         |
| Schweiz                | WR keine Rgl. SP erl. 1. November – 30. April (Verlängerung mögl.)                                                                             | keine generelle Winterreifenpflicht | obl. wenn Verkehrszeichen Schneeketten obligatorisch; mind. zwei Räder der Antriebsachse, Ausnahmen für Allrad-Fahrzeuge (Zusatzschild 4×4 ausgenommen)                                                                                     | alle Räder inklusive Anhänger; max. 1,5 mm; Geschw. 80 km/h, Fahrverbot auf Autobahnen und Autostraßen; Kleber «80» |                                                                         |
| Serbien                | WR/SK obl. 1. November – 1. April SP verb. | bei winterlichen Bedingungen entweder WR oder vier Radialreifen und SK; mind. 4 mm Profiltiefe | bei winterlichen Bedingungen entweder WR oder vier Radialreifen und SK; Streckenweise können Schilder Schneeketten vorschreiben | verboten | Busse und Lkw müssen eine Schaufel mitführen                            |
| Slowakei               | WR sit./>3,5 t obl. 15. November – 31. März SP verb.                                                                                           | Fz. ≤3,5 t bei winterlichen Verhältnissen Winter- bzw. Ganzjahresreifen; >3,5 t unabhängig von den Wetterverhältnissen WR pflicht | nur auf schneebedeckten Straßen erlaubt und dürfen die Fahrbahn nicht beschädigen | verboten |                                                                         |
| Slowenien              | WR/SK obl. 15. November – 15. März, sit. auch andere Zeiten SP verb.                                                                           | bei winterlichen Verhältnissen Winterreifenpflicht (oder SK), Fz. >3,5 t an Antriebsachse; mind. 3 mm | bei winterlichen Verhältnissen anstelle von Winterreifen Schneeketten auf Sommerreifen (mind. 3 mm); Fz. >3,5 t an allen Rädern; Mitnahmepflicht (ausl. Fz. nur bei winterl. Straßenverhältnissen)                                          | verboten |                                                                         |
| Spanien                | WR/SK keine Rgl. SP erlaubt. (?) | keine generelle Pflicht | nur auf schneebedeckten Straßen erl. | Spikesreifen mit bis zu 2 mm langen Spikes dürfen auf schneebedeckten Straßen verwendet werden. (?) |                                                                         |
| Tschechien             | WR/SK obl. wenn beschildert 1. November – 30. April SP verb.                                                                                   | keine generelle Pflicht, WR oder SK erf., wenn beschildert („Pkw mit Schneeflocke“), Fz. ≤3,5 t: mind. 4 mm, Fz. >3,5 t: mind. 6 mm | wenn beschildert („Pkw mit Schneeflocke“) WR oder SK erf., Fz. über 3,5 t dort WR und SK erf., nur auf schneebedeckten Straßen erl.; Geschw. 50 km/h                                                                                        | verboten |                                                                         |
| Türkei                 | WR/SK sit. SP verb. | keine generelle Pflicht | bei Schneefall Schneekettenpflicht, nur auf schneebedeckten Straßen erl. | verboten | bei Schneefall auch Bremskeil mitzuführen                               |
| Ungarn                 | WR/SK sit. SP verb. | keine generelle Pflicht, kann bei entsprechenden Bedingungen kurzfristig verlangt werden | Mitführen bzw. Benutzung kann bei winterlichen Bedingungen angeordnet werden; Geschw. 50 km/h | verboten |                                                                         |
| Vereinigtes Königreich | WR/SK keine Regl. SP erl. | keine generelle Pflicht | nur auf schneebedeckten Straßen erl.; darf Fahrbahn nicht beschädigen | prinzipiell erl.; (a) Geschw. keine Regelung, entsprechende Verkehrsschilder sind zu beachten; Straßenbeschädigungen können verfolgt werden                                                                                            |                                                                         |

Quellen: ÖAMTC, Stand: Oktober 2010; ARBÖ (Spikesbestimmungen); AvD (Verkehrsregeln im Ausland)
(?) unsicher: ÖAMTC gibt „verboten“, es wird auch „erlaubt“ genannt (ARBÖ, AvD)
(a) aufgrund der milden klimatischen Bedingungen kaum erforderlich
(b) können aufgrund der Witterungsverhältnisse fallweise erforderlich werden
(c) aufgrund der klimatischen Verhältnisse dringend empfohlen
1. 1 2  Ausnahme: Strecke über das kleine deutsche Eck (Verbindung Bad Reichenhall – Lofer, Österr. Transitverkehr) und 15-km-Zone entlang der österr. Grenze (kleiner Grenzverkehr)
2. ↑  im Aostatal 15. Oktober – 15. April Winterreifenpflicht
3. ↑  in den Gebieten von Lika und Gorski Kotar November – April Pflicht
4. ↑  für die nördlichen Provinzen Nordland, Troms und Finnmark
5. ↑  Jahres-, Monats- oder Tagessticker in Oslo und Trondheim, Luftreinhaltung
6. ↑  Bei nicht winterlichen Bedingungen nach Anweisung der Polizei ist Fahren mit Sommerreifen mit 5 mm erlaubt.
7. ↑  „Ein im Ausland gemeldetes Fahrzeug mit Spikereifen darf in der Schweiz während des Zeitraums verkehren, für den sein Herkunftsland den Gebrauch dieser Reifen gestattet, auch wenn dieser Zeitraum länger ist als der in der Schweiz geltende.“ (zit. wörtl. ÖAMTC)
8. ↑  der Begriff des Winterreifens ist in der Schweiz rechtlich nicht definiert, „ihre Benutzung wird jedoch bei entsprechenden Straßenverhältnissen empfohlen, da bei Verkehrsbehinderung wegen Fahrens auf verschneiten Straßen mit ungeeigneter Bereifung Strafen verhängt werden können. Bei einem Unfall mit Sommerreifen auf winterlichen Straßen kommt eine erhebliche Mithaftung in Betracht.“ (zit. wörtl. ÖAMTC)
9. ↑  Ausnahmen: San-Bernardino-Tunnel (A13) zwischen Thusis und Mesocco, St.-Gotthard-Tunnel (A2) zwischen Airolo und Göschenen
10. 1 2 3  Hauptverkehrswege mit genereller Winterausrüstungspflicht: D1 Prag–Brünn km 21–182, diverse Straßen ersten Ranges (siehe pdf des ÖAMTC)